# Oră de vârf (film din 1998)
Oră de vârf (titlu original în engleză: Rush Hour) este un film de acțiune-comedie lansat din 1998. Este primul film al seriei Oră de vârf. Este regizat de Brett Ratner, având în rolurile principale pe Jackie Chan și Chris Tucker. Filmul este urmat de Oră de vârf 2, lansat în anul 2001 și Oră de vârf 3, lansat în 2007.

## Actori
- Jackie Chan ca Detectiv Inspector Lee (dublat de Robert Wong)
- Chris Tucker ca Detectiv James Carter (dublat de Mark Hicks, Wayne Johnson și Jalil Jay Lynch)
- Tom Wilkinson ca Thomas Griffin/Juntao
- Tzi Ma este Consulul Solon Han
- Ken Leung ca Sang
- Elizabeth Peña ca Detectiv Tania Johnson
- Mark Rolston ca Agent Special FBI Warren Russ, aflat la conducerea operațiunii
- Rex Linn ca Agent FBI Dan Whitney
- Chris Penn este Clive Cod
- Philip Baker Hall ca Cpt. William Diel
- Julia Hsu ca Soo Yung Han (dublată de Jane Oshita)
- John Hawkes ca Stucky
- Clifton Powell ca Luke
- Kevin Lowe ca  Agent FBI
- Billy Devlin ca  Agent FBI
- Barry Shabaka Henley ca Bobby
- Christine Ng ca Însoțitoare de zbor  (ca Christine Ng Wing Mei)
- George Cheung ca Șoferul lui Soo Yung
- Norman D. Wilson as Card Player (nemenționat)
- Stephen Blackehart as SWAT Captain (nemenționat)

### Oamenii lui Juntao
- Chan Man-ching (ca Man Ching Chan)
- Andy Cheng (ca Andy Kai Chung Cheng)
- Stuart W. Yee (ca Stuart Yee)
- Nicky Li (ca Nicky Chung Chi Li)
- Ken Lo (ca Kenneth Houi Kang Low)
- Mars (nemenționat)
- Kwan Yung (nemenționat)
- William Tuan (nemenționat)
- James Lew (nemenționat)
- Johnny Cheung (nemenționat)
- Will Leong (nemenționat)

## Poveste
Inspectorul Lee(Jackie Chan), bun prieten cu consulul chinez (Tzi Ma), reușește să recupereze obiectele istorice ale Chinei, pe care cea mai mare bandă de hoți, condusă de cel mai căutat om din lume, Juntao, vrea să le recupereze. Thomas Griffin alias Juntao, care este prieten bun cu consulul Han, pentru a se răzbuna, îi răpește fata cerându-i în schimb  50 de milioane de dolari. Han, îngrijorat de ce poate păți fata lui, neștiind cine i-a furat fata, îi cere ajutorul inspectorului Lee, care până acum nu fusese niciodată în America de Nord. FBI-ul, nevrând ajutorul lui Lee, aranjează ca acesta să primească ca partener pe cel mai slab polițist din L.A.P.D., James Carter(Chirs Tucker) pentru a-l încurca în misiunea sa. Dar Carter nu știe ca el este pus pentru îl încurca pe Lee în misiunea acestuia de a o găsi pe fata consulului. El crede ca în sfârșit i s-a îndeplinit visul, acela de a fi trimis într-o misiune a FBI. Până la urmă cei doi se împrietenesc și reușesc să-l doboare pe Juntao și pe banda acestuia, recuperând fata lui Han.

## Legături externe
- Rush Hour la Internet Movie Database
- Rush Hour la Box Office Mojo
- Rush Hour la Allmovie
- Rush Hour la Rotten Tomatoes
- Rush Hour la Metacritic
- Jackie Chan Fansite Arhivat în 30 aprilie 2008, la Wayback Machine.
- Oră de vârf (film din 1998) la CineMagia